# پارک ورزشی دایمونت
پارک ورزشی دایمونت (به لاتین: Dalymount Park) یک ورزشگاه فوتبال در جمهوری ایرلند است که در Phibsborough واقع شده‌است.
این خانه بوهمین اف سی است که از اوایل قرن بیستم در آنجا بازی می کردند. این شهر که توسط طرفداران عاشقانه به عنوان دالیر شناخته می شود، همچنین از نظر تاریخی "خانه فوتبال ایرلند" بود، بسیاری از مسابقات بین المللی ایرلندی و فینال های جام FAI را برگزار می کرد. همچنین میزبان مسابقات مقدماتی لیگ قهرمانان اروپا، جام یوفا و جام برندگان جام یوفا بوده است. با این حال، زمین تا حد زیادی بین دهه‌های 1940 و 2000 توسعه نیافته بود و اکنون به‌جز بازی‌های خانگی بوهمیانس، به‌عنوان یک مکان اصلی از کار افتاده است.
این زمین همچنین توسط سایر تیم های لیگ ایرلند، از جمله شامروک روورز، دوبلین سیتی F.C به عنوان زمین خانگی مورد استفاده قرار گرفته است. و اسپورتینگ فینگال. در حالی که در سال 2016 نیز پیشنهاد شد که Shelbourne F.C. تا سال 2022، شلبورن پیشنهاد خرید و ماندن در پارک تولکا را داده بود.

## تاریخچه
پارک دالی‌مونت در ابتدا زمینی معمولی با یک زمین سبزی بزرگ بود و تا زمانی که بوهمین اف سی آن را تصرف کرد، به عنوان میدان پیسر دیگنام شناخته می‌شد. اولین بازی خود را در 7 سپتامبر 1901 بین بوهمیانس و شلبورن F.C میزبانی کرد. و با حضور حدود 5000 نفر. هارولد اسلون اولین گل تاریخ را در زمین در برد 4-2 برای بوهس به ثمر رساند. در آن روز، این زمین فقط یک زمین معمولی بود که با یک حصار آهنی راه راه محصور شده بود، زمین بازی با یک مانع طناب دار از تماشاگران جدا می شد و یک چادر در یک انتها به عنوان اتاق رختکن بازیکنان عمل می کرد.
در عرض چند هفته، رنگ پریدگی جایگزین طناب‌ها شد و خط مرزی بین «محفوظ» و «غیررزرو» با یک احتکار 6 فوتی ثابت شد. سپس یک ورودی "بدون رزرو" در سمت خیابان Connaught ساخته شد. یک پایه چوبی کوچک در شرق ورودی رزرو شده به زودی ظاهر شد و یک پایه مشابه در پشت هر دروازه ظاهر شد.
دالیمونت به عنوان محل برگزاری فینال جام ایرلند در سال 1903 بین بوهمیانس و دیستلری انتخاب شد و در 26 مارس 1904 اولین بازی بین المللی خود را میزبانی کرد، بازی ای که ایرلند با اسکاتلند در تساوی 1-1 بین سال های 1904 و 1913 میزبانی دالیمونت را دید. حداقل یک بازیکن بین‌المللی ایرلندی در سال‌هایی که ایرلند بیش از یک بازی خانگی در مسابقات قهرمانی خانگی بریتانیا داشت.
در فصل 1907/08، زمین به طور قابل توجهی گسترده شده بود، پایه های چوبی بزرگ در پشت هر دو دروازه نصب شد، دیگری در مرکز سمت "محبوب" ساخته شد و در محوطه اختصاصی یک پایه چوبی اضافی در غرب دروازه ظاهر شد. ورودی در طول سال‌های بعد، پایه اصلی در سمت رزرو شده مسقف شد و مشابه آن در سمت بدون رزرو ساخته شد.
در سال 1915، دالی‌مونت میزبان فینال IFA Intermediate Cup بود که UCD با نتیجه 2–1 پورتادون را شکست داد.
در فصل 1927/28 پیشرفت های بزرگی روی زمین اتفاق افتاد. مرز آهن گالوانیزه با یک دیوار 10 فوتی با 20 خانه گردان و دروازه های ورودی و خروجی با هزینه 2520 پوند جایگزین شد. یک پایه فولادی جدید در محفظه رزرو شده ساخته شد و در صورت وجود پول بیشتر، تجهیز اتاق های باشگاه، دفاتر و غیره در نظر گرفته شد. ورود به جایگاه با پله هایی بود که در نقاطی در امتداد جلو و رو به زمین بازی قرار می گرفت. قیمت این استند 5833 پوند است. سایر موارد اضافه شده شامل یک نرده آهنی در امتداد زمین در سمت رزرو شده، بانکداری جدید در دو طرف رزرو شده و بدون رزرو و یک سالن بدنسازی و کوچه ضربه زدن بود.
در عرض چند سال، Bohemian F.C. کمیته خدمات معمار معروف اسکاتلندی، آرچیبالد لیچ (او بسیاری از مشهورترین محوطه ها را در انگلستان و اسکاتلند طراحی کرده بود) که نقشه هایی را برای ساختمان آینده دالیر ترسیم کرد. بخش دیگری به جایگاه رزرو شده اضافه شد و ورودی‌ها و خروجی‌های جدید در عقب قرار گرفتند. بانکداری و تراس سازی بیشتر در اطراف کل زمین تکمیل شد، موانع در هم شکسته شد و خانه های به سبک جدید نصب شد (کل به 28 رسید). این کار جدید به این معنی بود که بین سال های 1925/26 و 1932، در مجموع 17000 پوند برای ارتقاء استادیوم هزینه شده است.